# Михал Ровнер
Михал Ровнер, позната и као Михал Ровнер Хамер (рођена 1957),  је савремена израелска уметница, позната је по уметничким видео, фотографским и биоскопским делима. Ровнер је међународно познат са изложбама у великим музејима, укључујући Лувр (2011) и музеј Америчке уметности Витни (Whitney Museum of American Art)(2002).  Живи у Њујорку и периферији Јерусалима, у Израелу, где је власник мале фарме.

## Биографија
Михал Ровнер је рођена 1957. године у Тел Авиву, у Израелу. Студирала је кинематографију/телевизију и филозофију на универзитету у Тел Авиву, а потом на Безалелској академији уметности и дизајна у Јерусалиму 1981, а 1985. је стекла диплому БФА из фотографије и уметности.
Године 1978. је заједно са уметником Аријем Хамером основала приватну уметничку школу Камера обскура (енгл. Camera Obscura School of Art) у Тел Авиву, прву школу за фотографе у граду. Године 2005. године је школа затворена због финансијских разлога.
Преселила се у Њујорк 1987. године.

## Рад
О свом раду у 2016. години Ровнер је рекла: „Мој рад није директно повезан са израелско-палестинским питањем. Представљам ситуације сукоба, напетости, ломова ... рањивости. (...) Увек почињем са стварношћу. Снимам то и касније, мало по мало, извлачим слику стварности, која постаје све замагљенија, губећи своју дефиницију и доносећи зато нешто друго.”
Почетком 1990-их, радила је с редитељем Робертом Франком на два филма, „Један сат-вражји врај” (енгл. One Hour) (1990), експерименталном филму за француску телевизију и „Последња вечера” (1992), који је сама написала. 
У својој серији раних фотографија „Напољу" (1990–91) „[Ровнер] је две године у израелској пустињи сликала бедуинску колибу, а затим је ретуширала сваку фотографију како би створила спектралну, променљиву слику скромне структуре изоловане у неприступачном окружењу." За серију „Декој" (1991) изобличила је радарске и надзорне снимке како би направила фотографије нејасних група људи са замагљеним карактеристикама. У „Игри једне Особе против природе” (енгл. One-Person Game Against Nature) (1992–93) поново је искривила слике, овај пут сопствене фотографије људи који пливају Мртвим морем.

## Лични живот
Ровнер је раније била удата за Ари Хамера.

## Изложбе
Ровнер је имала бројне самосталне изложбе од своје прве у Дизенгоф центру у Тел Авиву 1987. године.